# Bahia (geslacht)
Bahia is een geslacht uit de composietenfamilie (Asteraceae). De soorten worden meestal gevonden in droge gebieden zoals het zuidwesten van de Verenigde Staten en Chili.
Soorten zijn:
- Bahia absinthifolia
- Bahia bigelovii
- Bahia biternata
- Bahia dissecta
- Bahia pedata
- Bahia schaffneri